# Jiří Galli
Jiří Galli též Galli Chrudimský, Georgius Galli Chrudimenus či Gallus, pseud. Georgallus (2. pol. 16. století, Chrudim – po r. 1633) byl český protestantský duchovní a básník, nositel titulu poeta laureatus.

## Život
Narodil se v Chrudimi, roku 1599 se stal bakalářem, později mistrem svobodných umění. Působil v Klatovech jako správce školy. V Sušici byl posledním nekatolickým děkanem. Po bitvě na Bílé hoře, kdy byli ze země vypovězeni všichni nekatoličtí duchovní a učitelé několika patenty Ferdinanda II. Štýrského, se v rámci pobělohorské emigrace Galli vystěhoval do Bavorska. Roku 1625 žil v Řezně a 1633 připomíná se ještě v Kulmbachu. Skládal zejména latinské humanistické básně.
Jeho synem byl Jan Galli Sušický.
Překlad jeho německých duchovních písní do češtiny, pořízený v kulmbašském exilu, zůstal v rukopise.